# Degressive Proportionalität
Der Begriff degressive oder fallende Proportionalität beschreibt die Beziehung zwischen zwei Größen, wenn beim Steigen der einen Größe die andere Größe ebenfalls steigt, dies jedoch mit zunehmender Größe immer weniger.
Von Bedeutung ist das Konzept im Zusammenhang mit der Verteilung der Sitze im Europäischen Parlament auf die Abgeordneten der einzelnen EU-Mitgliedstaaten. Es beschreibt in Art. 14 Abs. 2 EU-Vertrag den Grundsatz, dass bevölkerungsreichere Staaten grundsätzlich mehr Sitze im Parlament erhalten als bevölkerungsärmere, bevölkerungsärmere jedoch mehr Sitze pro Einwohner als bevölkerungsreichere. Der Unterschied des Einwohner-Abgeordneten-Verhältnisses zwischen zwei Ländern wird als Disproportionalitätsfaktor bezeichnet.
Auch einige andere politische Systeme bedienen sich de facto des Prinzips der degressiven Proportionalität, auch wenn der Begriff hier üblicherweise nicht gebraucht wird:
- die Stimmgewichte im deutschen Bundesrat sind degressiv proportional zur Einwohnerzahl der Bundesländer.
- die spanischen Provinzen sind im Abgeordnetenhaus mit einer degressiv proportionalen Zahl von Abgeordneten vertreten.

## Sinn und Problematik
Das Prinzip der degressiven Proportionalität wird meist dann angewandt, wenn politische Einheiten (Mitgliedstaaten) von sehr unterschiedlicher Größe in eine einzelne Institution integriert werden sollen. Es soll eine angemessene Repräsentation der kleineren Mitgliedstaaten ermöglichen, ohne dass dadurch die gemeinsame Institution eine nicht mehr arbeitsfähige Größe annimmt. So würden im Europäischen Parlament mit seinen 751 Abgeordneten Malta oder Luxemburg bei einer Sitzverteilung in direkter Proportionalität zur Einwohnerzahl selbst aufgerundet höchstens einen Abgeordneten stellen können. Umgekehrt würde das Parlament jedoch aus mehreren Tausend Abgeordneten bestehen, wenn die Zahl der Parlamentarier aus den kleinen Ländern beibehalten und die aus den großen Ländern bis zur direkten Proportionalität aufgestockt würde.
Als Kompromiss zwischen diesen beiden Möglichkeiten wurde daher für das Europäische Parlament eine Mindestgröße der nationalen Delegationen festgelegt, die gewährleisten soll, dass auch die Parteienvielfalt der kleineren Staaten repräsentiert werden kann. Zugleich wurde eine Maximalzahl benannt, durch die auch die Zahl der Abgeordneten einwohnerreicherer Länder nicht beliebige Größe annehmen kann.
Allerdings widerspricht das Prinzip der degressiven Proportionalität der demokratischen Grundregel, nach der grundsätzlich jede Wählerstimme das gleiche Gewicht haben soll. Auch das deutsche Bundesverfassungsgericht stellte in seinem Lissabon-Urteil 2009 fest, dass das Europäische Parlament entgegen dem Anspruch von Art. 10 EU-Vertrag kein demokratisches Repräsentationsorgan eines souveränen europäischen Volkes sei, da die Gleichheit aller Staatsbürger bei der Ausübung des Wahlrechts eine der wesentlichen Grundlagen einer freiheitlich-demokratischen Staatsordnung darstelle. Dieser Zustand ist Teil der Kritik am institutionellen Demokratiedefizit der Europäischen Union.
Daher wurden immer wieder Alternativvorschläge für das Europawahlrecht diskutiert, insbesondere die Einführung europaweiter Parteilisten, durch die die Sitzverteilung nach Ländern entfallen würde. Für eine solche Reform wäre allerdings eine Änderung der EU-Verträge notwendig, für die es bislang keinen Konsens unter den nationalen Regierungen gibt.

## Modus der Sitzzuteilung im Europäischen Parlament
Die genaue Sitzzahl der einzelnen EU-Mitgliedstaaten wird politisch ausgehandelt und ist nicht durch eine festgeschriebene mathematische Funktion bestimmt. Im Allgemeinen orientiert sich die Sitzzuordnung seit dem Vertrag von Lissabon an folgendem Modus:
- zunächst bekommt jeder Mitgliedstaat ungeachtet seiner Bevölkerungszahl 6 Sitze.
- Hinzu kommt etwa ein Sitz pro Tranche von 500.000 Einwohnern bei einer Bevölkerung zwischen 1 Million und 10 Millionen sowie
- ein weiterer Sitz je Tranche von 1 Million Einwohnern bei einer Bevölkerung ab 10 Millionen.

Nach diesem Schlüssel bilden Deutschland als das bevölkerungsreichste und Malta als das bevölkerungsärmste Land der EU die Extremfälle: auf Deutschland (82,5 Mio. Einwohner) entfallen 96 Sitze, d. h. ein Sitz auf 859.000 Einwohner, auf Malta (0,4 Mio. Einwohner) 6 Sitze, d. h. ein Sitz auf 67.000 Einwohner. Im Durchschnitt kommt europaweit ein Sitz auf rund 665.000 Einwohner.
Diese Rechnung umfasst jedoch sämtliche Einwohner des Landes, also auch Nicht-EU-Ausländer, die bei Europawahlen kein Stimmrecht besitzen. Zudem werden die Sitzzahlen nicht automatisch an veränderte Bevölkerungszahlen angepasst; aufgrund des unterschiedlichen Bevölkerungswachstums der einzelnen Mitgliedstaaten können sich die Relationen daher im Lauf der Zeit verändern.
Bei der Europawahl 2009, die noch nach dem im Jahr 2000 ausgehandelten Schlüssel des Vertrags von Nizza erfolgte, waren Spanien (50 Sitze auf 46 Mio. Einwohner, d. h. 917.000 Einwohner pro Sitz) und Luxemburg (6 Sitze auf 0,5 Mio. Einwohner, 82.000 Einwohner pro Sitz) die beiden Extreme; durchschnittlich kam ein Sitz auf 679.000 Einwohner.
Die folgende Tabelle zeigt die Einwohner-Abgeordneten-Verhältnisse nach dem Vertrag von Lissabon. Angegeben ist bei den Verträgen das Datum des Inkrafttretens.
| Land                                         | Abgeordnete (Vertrag von Nizza) 2003-02-01 | Abgeordnete (Vertrag von Lissabon) 2009-12-01 | Abgeordnete (Nach Brexit) 2020-02-01 | Einwohner (Millionen) (von 2021) | Bürger pro Abgeordnete (Nach Brexit) |
| -------------------------------------------- | ------------------------------------------ | --------------------------------------------- | ------------------------------------ | -------------------------------- | ------------------------------------ |
| Europäische Union                            | 736                                        | 751                                           | 705                                  | 447,2                            | 634.326                              |
| Belgien                                      | 22                                         | 22                                            | 21                                   | 11,6                             | 552.381                              |
| Bulgarien                                    | 17                                         | 18                                            | 17                                   | 6,9                              | 405.882                              |
| Dänemark                                     | 13                                         | 13                                            | 14                                   | 5,8                              | 414.286                              |
| Deutschland                                  | 99                                         | 96                                            | 96                                   | 83,2                             | 866.667                              |
| Estland                                      | 6                                          | 6                                             | 7                                    | 1,3                              | 185.714                              |
| Finnland                                     | 13                                         | 13                                            | 14                                   | 5,5                              | 392.857                              |
| Frankreich                                   | 72                                         | 74                                            | 79                                   | 67,7                             | 856.962                              |
| Griechenland                                 | 22                                         | 22                                            | 21                                   | 10,7                             | 509.524                              |
| Irland                                       | 12                                         | 12                                            | 13                                   | 5                                | 384.615                              |
| Italien                                      | 72                                         | 73                                            | 76                                   | 59,2                             | 778.947                              |
| Lettland                                     | 8                                          | 9                                             | 8                                    | 1,9                              | 237.500                              |
| Litauen                                      | 12                                         | 12                                            | 11                                   | 2,8                              | 254.545                              |
| Luxemburg                                    | 6                                          | 6                                             | 6                                    | 0,6                              | 100.000                              |
| Malta                                        | 5                                          | 6                                             | 6                                    | 0,5                              | 83.333                               |
| Niederlande                                  | 25                                         | 26                                            | 29                                   | 17,5                             | 603.448                              |
| Österreich                                   | 17                                         | 19                                            | 19                                   | 8,9                              | 468.421                              |
| Polen                                        | 50                                         | 51                                            | 52                                   | 37,8                             | 726.923                              |
| Portugal                                     | 22                                         | 22                                            | 21                                   | 10,3                             | 490.476                              |
| Rumänien                                     | 33                                         | 33                                            | 33                                   | 19,2                             | 581.818                              |
| Schweden                                     | 18                                         | 20                                            | 21                                   | 10,4                             | 495.238                              |
| Slowakei                                     | 13                                         | 13                                            | 14                                   | 5,5                              | 392.857                              |
| Slowenien                                    | 7                                          | 8                                             | 8                                    | 2,1                              | 262.500                              |
| Spanien                                      | 50                                         | 54                                            | 59                                   | 47,4                             | 803.390                              |
| Tschechien                                   | 22                                         | 22                                            | 21                                   | 10,7                             | 509.524                              |
| Ungarn                                       | 22                                         | 22                                            | 21                                   | 9,7                              | 461.905                              |
| Vereinigtes Königreich 2020 Austritt erklärt | 72                                         | 73                                            | -                                    | -                                | -                                    |
| Zypern                                       | 6                                          | 6                                             | 6                                    | 0,9                              | 150.000                              |

## Schwellenwert je Land für Europäische Bürgerinitiativen
Die Werte in der mit (0) indizierten Spalte stammen aus der obigen Tabelle und damit wohl aus 2008, Kroatiens Einwohnerzahl jedoch aus 2016.
Die Werte in den mit (1) indizierten Spalten stammen aus dem Artikel
Europäische_Bürgerinitiative#Ablauf_einer_Bürgerinitiative
Die Werte in den mit (2) indizierten Spalten stammen aus von der Webseite der Europäischen Bürgerinitiative
| Land                                         | Einwohner (Millionen) (1) (von 2008?) | Schwellenwert EBI = SEBI(1) | SEBI / Einw.(1) | Schwellenwert EBI = SEBI(2) |
| -------------------------------------------- | ------------------------------------- | --------------------------- | --------------- | --------------------------- |
| Europäische Union                            | 501,1                                 | 1.000.000                   | 0,20 %          | 1.000.000                   |
| Belgien                                      | 10,8                                  | 16.500                      | 0,15 %          | 15.750                      |
| Bulgarien                                    | 7,5                                   | 13.500                      | 0,18 %          | 12.750                      |
| Dänemark                                     | 5,5                                   | 9.750                       | 0,18 %          | 9.750                       |
| Deutschland                                  | 81,8                                  | 74.250                      | 0,09 %          | 72.000                      |
| Estland                                      | 1,3                                   | 4.500                       | 0,34 %          | 4.500                       |
| Finnland                                     | 5,4                                   | 9.750                       | 0,18 %          | 9.750                       |
| Frankreich                                   | 64,7                                  | 55.500                      | 0,09 %          | 55.500                      |
| Griechenland                                 | 11,3                                  | 16.500                      | 0,15 %          | 15.750                      |
| Irland                                       | 4,5                                   | 9.000                       | 0,20 %          | 8.250                       |
| Italien                                      | 60,3                                  | 54.750                      | 0,09 %          | 54.750                      |
| Kroatien seit 1. März 2013 in der EU         | 4,19                                  | –                           | –               | 8.250                       |
| Lettland                                     | 2,2                                   | 6.750                       | 0,33 %          | 6.000                       |
| Litauen                                      | 3,3                                   | 9.000                       | 0,30 %          | 8.250                       |
| Luxemburg                                    | 0,5                                   | 4.500                       | 0,90 %          | 4.500                       |
| Malta                                        | 0,4                                   | 4.500                       | 1,08 %          | 4.500                       |
| Niederlande                                  | 16,6                                  | 19.500                      | 0,11 %          | 19.500                      |
| Österreich                                   | 8,4                                   | 14.250                      | 0,17 %          | 13.500                      |
| Polen                                        | 38,2                                  | 38.250                      | 0,10 %          | 38.250                      |
| Portugal                                     | 10,6                                  | 16.500                      | 0,16 %          | 15.750                      |
| Rumänien                                     | 21,5                                  | 24.750                      | 0,13 %          | 24.000                      |
| Schweden                                     | 9,3                                   | 15.000                      | 0,16 %          | 15.000                      |
| Slowakei                                     | 5,4                                   | 9.750                       | 0,18 %          | 9.750                       |
| Slowenien                                    | 2,0                                   | 6.000                       | 0,29 %          | 6.000                       |
| Spanien                                      | 46,0                                  | 40.500                      | 0,09 %          | 40.500                      |
| Tschechien                                   | 10,5                                  | 16.500                      | 0,16 %          | 15.750                      |
| Ungarn                                       | 10,0                                  | 16.500                      | 0,17 %          | 15.750                      |
| Vereinigtes Königreich 2020 Austritt erklärt | 62,0                                  | 54.750                      | 0,09 %          | 54.750                      |
| Zypern                                       | 0,8                                   | 4.500                       | 0,40 %          | 4.500                       |